# Abbaye de Montbenoît
L'abbaye de Montbenoît est une abbaye augustine située dans la commune de Montbenoît, dans le département français du Doubs en région Bourgogne-Franche-Comté.
L'abbaye, édifiée du XIe siècle jusqu'au XXe siècle (clocher, voûte en bois, parties attenantes), est remarquable par l'évolution architecturale qu'elle présente (cloître des XIIe – XVe siècles, chœur gothique flamboyant du XVIe siècle, stalles sculptées Renaissance tardive, peintures, deux chapelles, voûtes en croisée d'ogives et en berceau, cuisine voûtée…). L'intérieur fut vandalisé au XVIIe siècle par les armées de Bernard de Saxe-Weimar (appelées les « Suédois », en fait des recrues allemandes), mobilisées par Richelieu pour tenter de s'emparer de la Bourgogne. En raison de guerres et d'incendies, c'est le seul ensemble religieux médiéval conservé dans le Doubs.
Son cloître fait l'objet d'un classement au titre des monuments historiques depuis 1846. Son église, hormis le clocher (finalement inscrit le 23 août 2013), fait l'objet d'un classement au titre des monuments historiques depuis le 7 novembre 1922. 
Les autres bâtiments, quant à eux, font l'objet d'une inscription au titre des monuments historiques depuis le 8 octobre 1935.

## Le Saugeais
Le Saugeais, ou Saugeois, dont les premières traces d'habitations remontent au XIIIe siècle, forme pendant 700 ans une seule et unique seigneurie sous la dépendance du monastère qu'il abrite. C'est une charte donnée par l'archevêque Guillaume II de la Tour et Amauri de Joux et datée de 1251 qui fixe les conditions de vie des habitants de cette région. Dans cet acte le prieur de Montbenoît, Étienne, déclare être contemporain des premiers habitants du Saugeais.
Le 20 mars 1458 Henri Bouchet, conseiller et maître des requêtes de l'hôtel de Philippe III de Bourgogne, appose le sceau du duc sur le « coutumier du Saugeois » regroupant les 112 articles listant les coutumes et les usages de cette région. Qu'il s'agisse des droits du monastère, de la culture des terres, de la chasse ou de la police rurale, tout ce qui a trait aux intérêts de la population s'y trouve traité. Les droits féodaux y sont décrits avec précision, ainsi que le mode de désignation des « messiers » et leur juridiction, les nominations des « prud'hommes » et du juge.
Très tôt les Monts Jura ont été occupés, les terres de Chalamont, du Val d'Usiers, de Nods et la plaine de la Chaux-d'Arlier sont cultivées par des habitants. Les XIe et XIIe siècles voient des abbayes et des monastères se dresser dans le Val de Morteau, la Côte du Fourg et la source du Doubs. Ils sont le fruit de la volonté des disciples de saint Benoît. Désigné sous le nom de « frère » dans les premiers temps de son existence, il faut attendre le milieu du XIIe siècle avec Narduin pour que le prieur puisse prendre la crosse abbatiale.

## La fondation du monastère
Vers l'an Mil un solitaire nommé Benoît se construit un ermitage non loin du lieu où se dressera plus tard l'abbaye. Sa réputation lui attira des disciples qui formèrent une communauté religieuse de l'ordre de Saint-Benoît avant, bien plus tard, d'appartenir aux chanoines réguliers de saint Augustin. Le changement d'ordre a sûrement eu lieu sous le règne d'Anseric, archevêque de Besançon à partir de 1117 jusqu'à 1134, qui privilégiait la règle de saint Augustin. Toujours est-il qu'une charte d'Henri de Joux datée de 1199 fait état que les religieux de Montbenoît suivaient cette règle.
L'habergement de Montbenoît fixe que chaque homme doit annuellement douze deniers à l'église de Montbenoît, la même somme est exigée pour chaque maison, chaque bœuf, chaque cheval ou jument sont taxés de dix-huit deniers. Chaque famille doit une corvée de trois journées dont l'une avec la faux et les deux autres sans. Chaque habitant peut se retirer de la terre du Saugeais en ayant soin d'en présenter le projet au monastère auquel il doit vendre sa maison pour douze deniers. Dans ce cas le sire de Joux, en qualité de gardien, doit le faire accompagner un jour et demi. Passé ce délai l'individu est réputé être hors de la terre du Saugeais et peut donc s'installer. S'il revient avant un an et un jour il est rétabli dans son ancienne propriété, passé ce délai les biens deviennent propriété de l'église sauf en temps de guerre. En cas de décès sans postérité et de mésentente avec ses parents et frères et sœurs, l'héritage revient à l'église de Montbenoît. Si l'abbaye doit mettre ses propriétés en gage les habitants doivent l'aider à les retirer. Dans les cas d'acquisition ou de voyage de l'abbé à Rome ou à la cour de l'empereur les habitants lui doivent assistance.

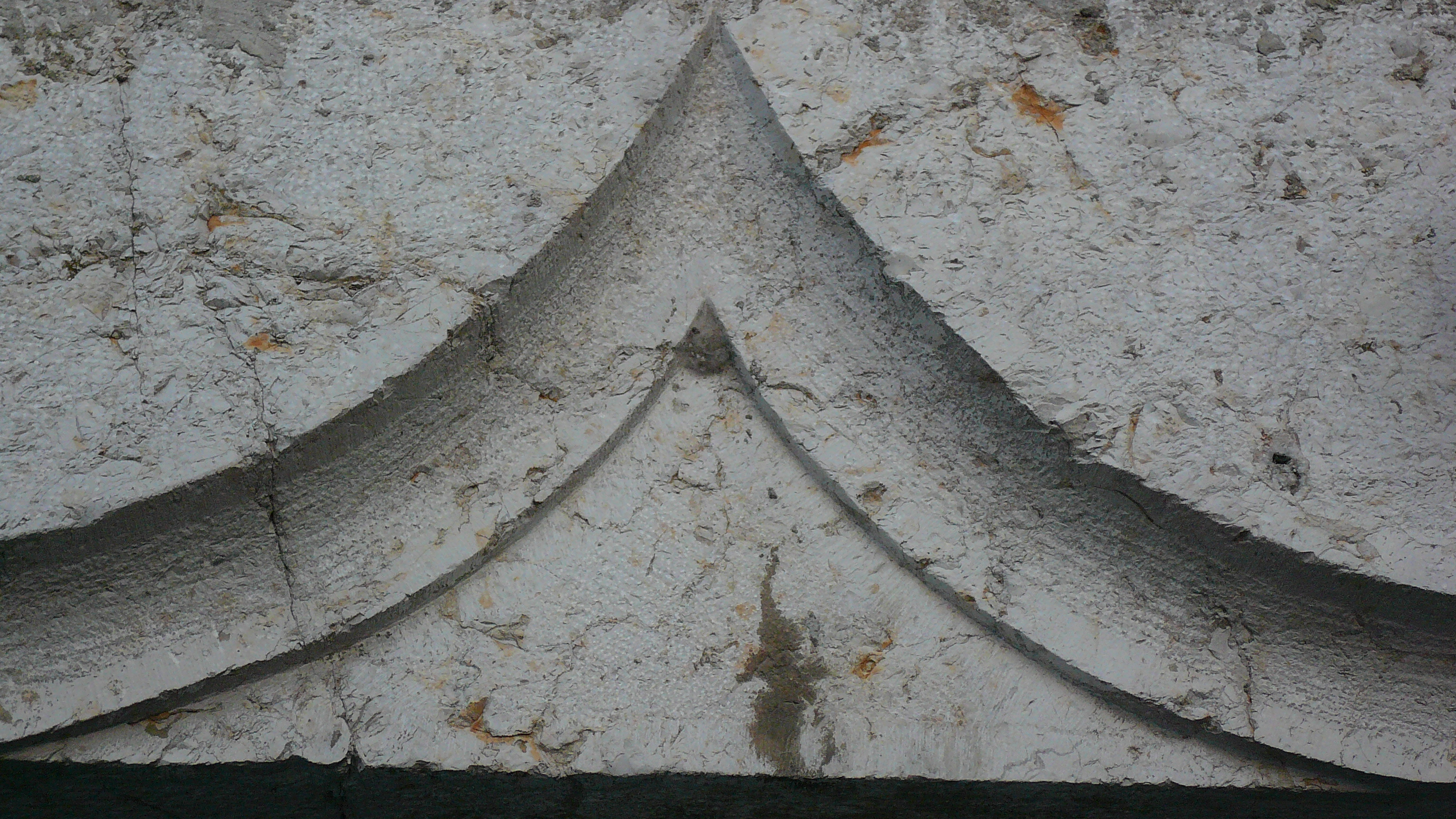
Montbenoît. L'abbaye. Fenêtres de la façade ouest (détail).

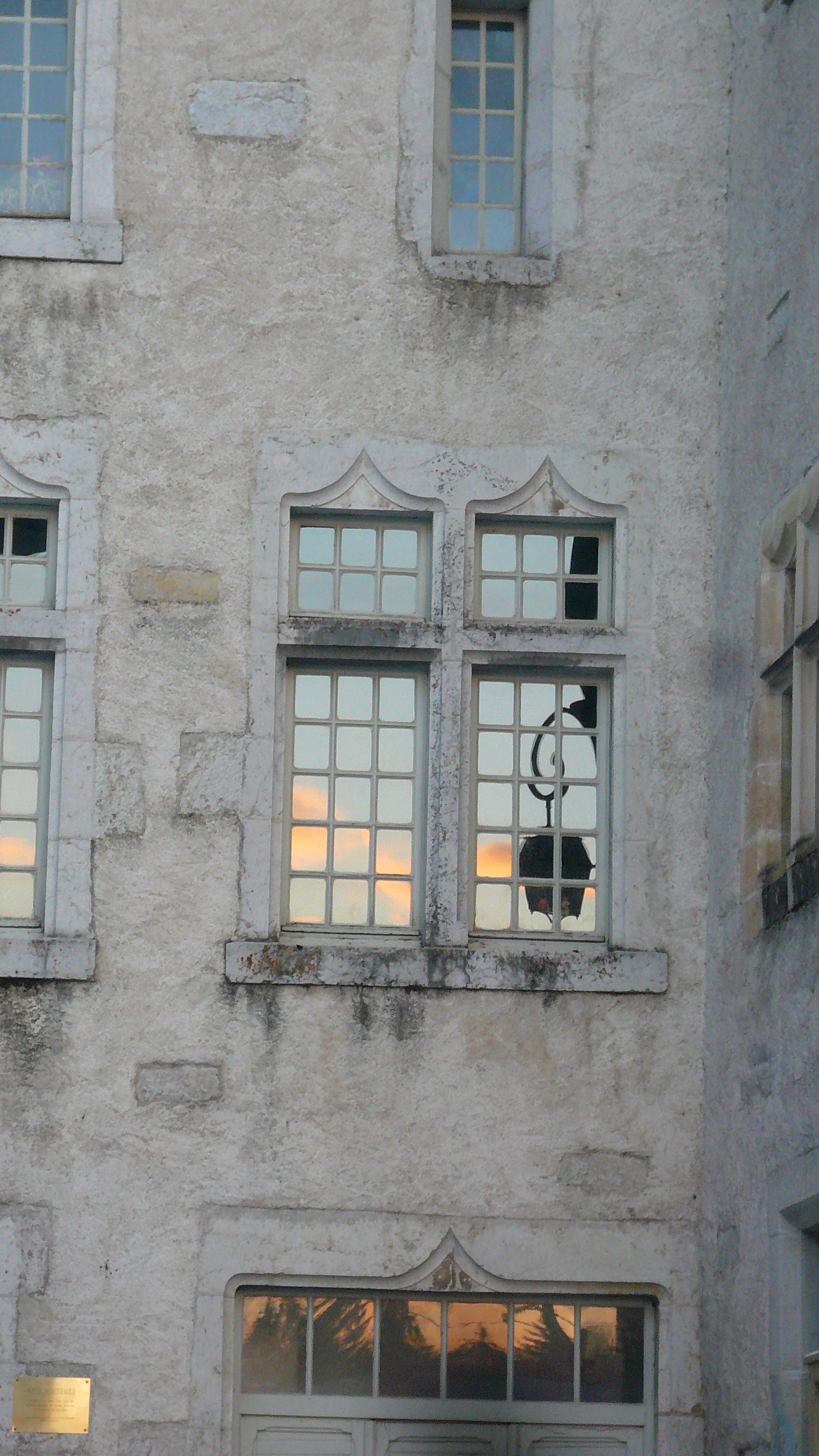
Montbenoît. L'abbaye. Les fenêtres de la façade ouest.

## Les donations
Dès le XIIe siècle l'abbaye se voit dotée de forêts, de pâturages, de rivières, de prairies et du droit d'usage dans les bois pour alimenter les fours à poix du monastère de la part de Landry de Joux issu d'une famille riche et puissante dans cette contrée. Plus tard Henri de Joux lui remettra la moitié des dîmes de toutes les moissons sur ses terres ainsi que le droit pour les hommes du Saugeais d'épouser des femmes des terres de Joux. L'archevêque Anseric lui remet pour sa part l'église de Nods en 1132 et son successeur Humbert de Scey fait de même avec celle de Pontarlier l'année suivante. En 1141 le pape Innocent II prend sous sa protection les propriétés de l'abbaye parmi lesquelles il désigne les églises de Grandecourt et de Glamondans, les granges d'Arçon, de Bugny et de Chevigney, les terres de Montigny et d'Orbe. L'archevêque Humbert complète ces biens par des libéralités (donations) sur l'église de Saint-Gorgon, les chapelles d'Aubonne et d'Arc, la moitié de l'église de Montigny, tout ceci dans les années 1148 et 1157. Les sires de Salins participent eux aussi en 1148 par un don de deux « bichets » de sel à prendre aux salines chaque semaine. À ces donateurs s'ajoutent les sires de Cicon, le comte de Bourgogne, Guillaume de Montfaucon, des prélats, des chevaliers de Pontarlier, d'Usier et de Chaffois, des bourgeois, des chanoines, des clercs et de simples particuliers.
La charte de 1189 de Thierry de Montfaucon, archevêque de Besançon fait la liste des possessions de l'abbaye : le péage de La Cluse, les moulins d'Arçon, de Doubs et de Jougne, les dîmes d'Usier et de Chaffois, l'hôpital de Saint-Pierre à Pontarlier et son banvin, des terres et des fermes à Bugny, Germigny, Montigny, Doubs, Longeville, Arçon, Houtaud, Échay et Vernier-Fontaine, des serfs à Dommartin, Vuillecin et Arçon (ainsi elle partage en 1178 avec Amauri et Frédéric, chevaliers de Pontarlier, Pierre, Robert, Martin, Constance accompagné de sa femme et de ses enfants, ainsi que de la mère de Martin), des fours à Lods, des maisons à Longeville, Salins, Vernier-Fontaine et Avoudrey, le péage d'Orbe, des charges de sel à Salins, des vignes, des redevances en vin et en foin, les églises de Montigny, de Sainte-Bénigne et de Notre-Dame de Pontarlier, de Saint-Gorgon et de Nods, une corvée à Ouhans et des cens payables en argent.

## Les protecteurs
L'époque de la fondation de l'abbaye est difficile et à l'image de toutes ses semblables, celle de Montbenoît doit se choisir un protecteur dans la personne du seigneur de Joux. Réputés pour être issue d'une lignée « la plus farouche de tous les seigneurs à bannière du Jura, rien n'avait civilisé ces Bourguignons sauvages, oppresseurs du faible, armés de toutes pièces, à cheval et la masse au bras », ils possèdent les grandes étendues désertiques des plaines et des forêts du Jura. Plusieurs d'entre eux reposent dans le chœur de l'église : Henry Ier y est enterré vers 1228 sous un monument le représentant sur son « cheval de bataille, armé de pied en cap, abaissant sa lance devant l'autel » ; une frise porte : « Recipe, Domine, vota Henrici de Joux, qui hanc abbatiam dotavit, et donationes proedecessorum confirmavit, 1228 » et le socle « R.P.D. Ferricus Carondelet, electus hujus abbatioe commendatarius, nobilibus viris Henrico, Landrico, Amandrico, Hugoni et altero Amandrico, quondàm dominis de Joux et de Husi, fondatoribus dictoe abbatioe, posuit 10 kalend. septemb. anno 1525 ». Berthe de Joux, épouse d'Amaury II, ensevelie auprès de son mari après avoir passé les dernières années de sa vie dans les ordres. Henry II et son frère Jean s'y font aussi inhumer, ainsi que Jacquette de Joux, femme de Jean de Blonay, et son fils Hugues. Au milieu du XIIIe siècle, la maison de Joux perd de sa superbe et descend alors au rang de vassale. Elle s'éteint en 1326 avec la mort sans postérité d'Henry de Joux.

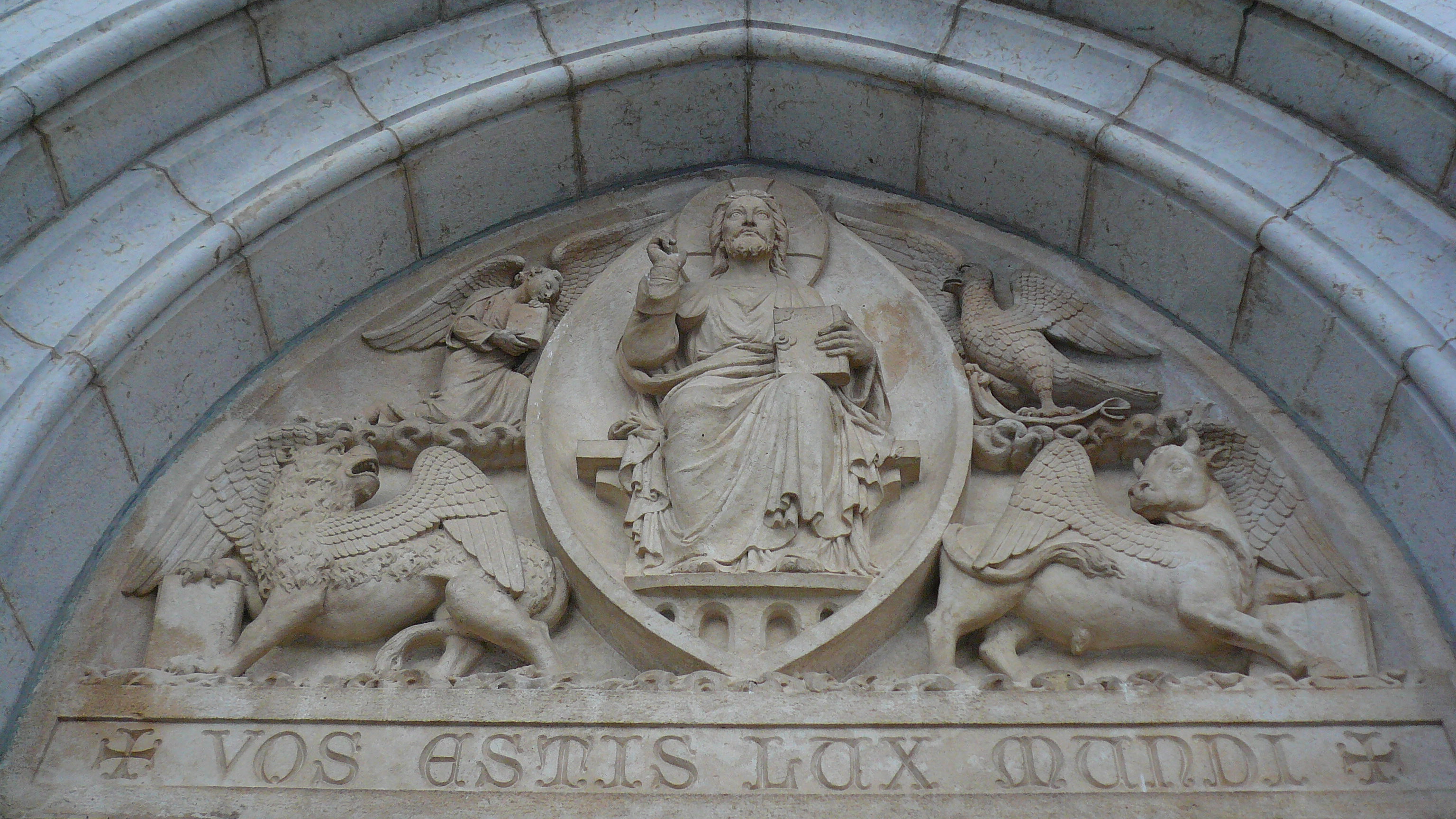
Montbenoît. L'abbaye. Le fronton de la porte du monastère (détail).

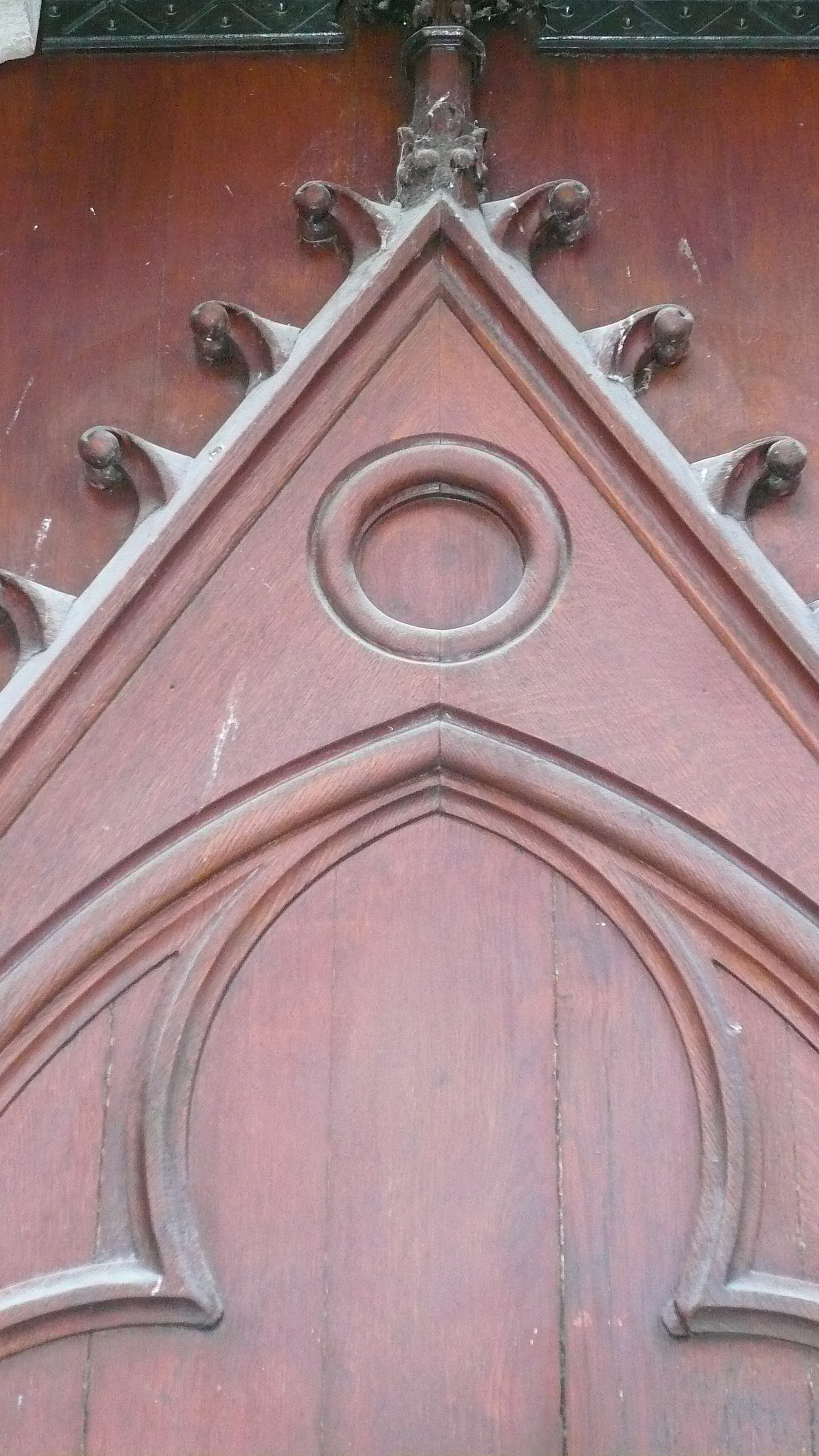
Montbenoît. L'abbaye. La porte en bois du monastère (détail).

## Établissements dépendant de l'abbaye
Plusieurs établissements dépendent de l'abbaye :
- Prieuré de Laval.
- Prieuré de Vuillorbe.
- Prieuré de Grandecourt.
- Église de Chevigney.
- Prieuré de Maraux.
- Église de Montigny.
- Église de Tornans.
- Église de Doubs.
- Église d'Arçon.
- Église de Nods.
- Église de Saint-Gorgon.
- Église d'Ouhans.
- Église de Pontarlier.
- Église de Guyans-Vennes.
- Église de Chapelle-d'Huin.
- Église d'Orchamps-Vennes.
- Église de Gilley.
- Église des Allemands.
- Vicariat en chef de Liévremont.
- Vicariat de Bugny.
- Vicariat de la Chaux.
- Chapelle de saint Jacques et saint Nicolas dans l'église de Saint-Étienne de Pontarlier.
- Chapelle de saint Martin dans l'église de NotreDame de Pontarlier, et celle de saint Jacques, apôtre, dans l'église de Saint-Bénigne de la même ville.

## Liste des prieurs
Les dates ne sont pas toutes connues.
| Date      | Nom                               | Vie                    | Observations                                                                  | Portrait | Armoiries            |
| --------- | --------------------------------- | ---------------------- | ----------------------------------------------------------------------------- | -------- | -------------------- |
| en 1141   | Narduin                           |                        | titré abbé                                                                    |          |                      |
|           | Girard                            |                        | il se retira dans l'abbaye de Mont-Sainte-Marie                               |          |                      |
| vers 1184 | Pierre                            |                        |                                                                               |          |                      |
|           | Richard                           |                        |                                                                               |          |                      |
|           | Hugues                            |                        |                                                                               |          |                      |
|           | Étienne                           |                        |                                                                               |          |                      |
|           | Guillaume                         |                        |                                                                               |          |                      |
|           | Aimon                             |                        |                                                                               |          |                      |
|           | Guillaume                         |                        |                                                                               |          |                      |
|           | Jean d'Usier                      |                        |                                                                               |          |                      |
|           | Guillaume de Saulnot              |                        |                                                                               |          |                      |
|           | Pierre de Pontarlier              |                        |                                                                               |          |                      |
|           | Jean de Pontarlier                |                        |                                                                               |          |                      |
|           | Millon de Fallerans               |                        |                                                                               |          |                      |
|           | Jacques de Clerval                |                        |                                                                               |          |                      |
|           | Simon de Cléron                   |                        |                                                                               |          |                      |
| 1515-1528 | Ferry Carondelet                  | 1473-1528              |                                                                               |          | Blason de Carondelet |
| 1528-1544 | Jean Carondelet                   | 1469-1544              | frère du précédent                                                            |          |                      |
| 1544-1586 | Antoine Perrenot de Granvelle     | 1517-1586              | Cardinal ; conseiller d'État de Charles Quint, puis de Philippe II d'Espagne… |          |                      |
|           | Jacques de Saint-Maurice          |                        |                                                                               |          |                      |
|           | Renorbert Chevroton               |                        |                                                                               |          |                      |
| 1639-1654 | Claude III d'Achey                | Archevêque de Besançon | †1654                                                                         |          |                      |
| 1654-1659 | Charles-Emmanuel de Gorrevod      | Archevêque de Besançon | †1659                                                                         |          |                      |
|           | François-Hyacinthe Enguelbert     |                        |                                                                               |          |                      |
|           | Antoine-Pierre de Grammont        | 1615-1698              |                                                                               |          |                      |
| 1698-1717 | François-Joseph de Grammont       | 1644-1717              | Archevêque de Besançon, neveu du précédent                                    |          |                      |
|           | Nicolas de Saulx-Tavannes         |                        |                                                                               |          |                      |
|           | Louis-René de Saint-Hermine       |                        |                                                                               |          |                      |
|           | Pierre-Louis de Saint-Hermine     |                        |                                                                               |          |                      |
|           | M. de Saint-Pern                  |                        |                                                                               |          |                      |
|           | Louis-Joseph de Montmorency-Laval |                        |                                                                               |          |                      |

## Images

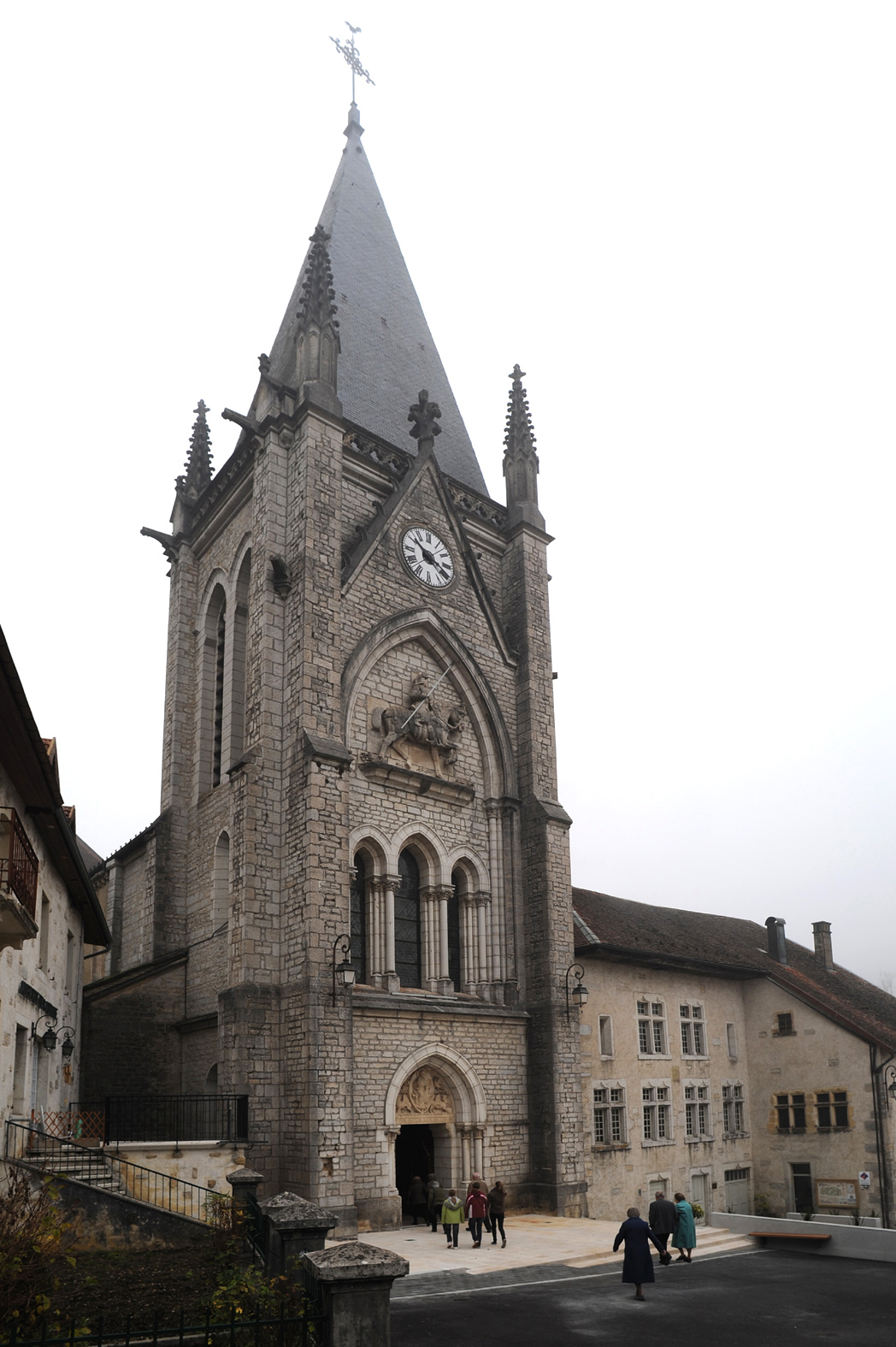
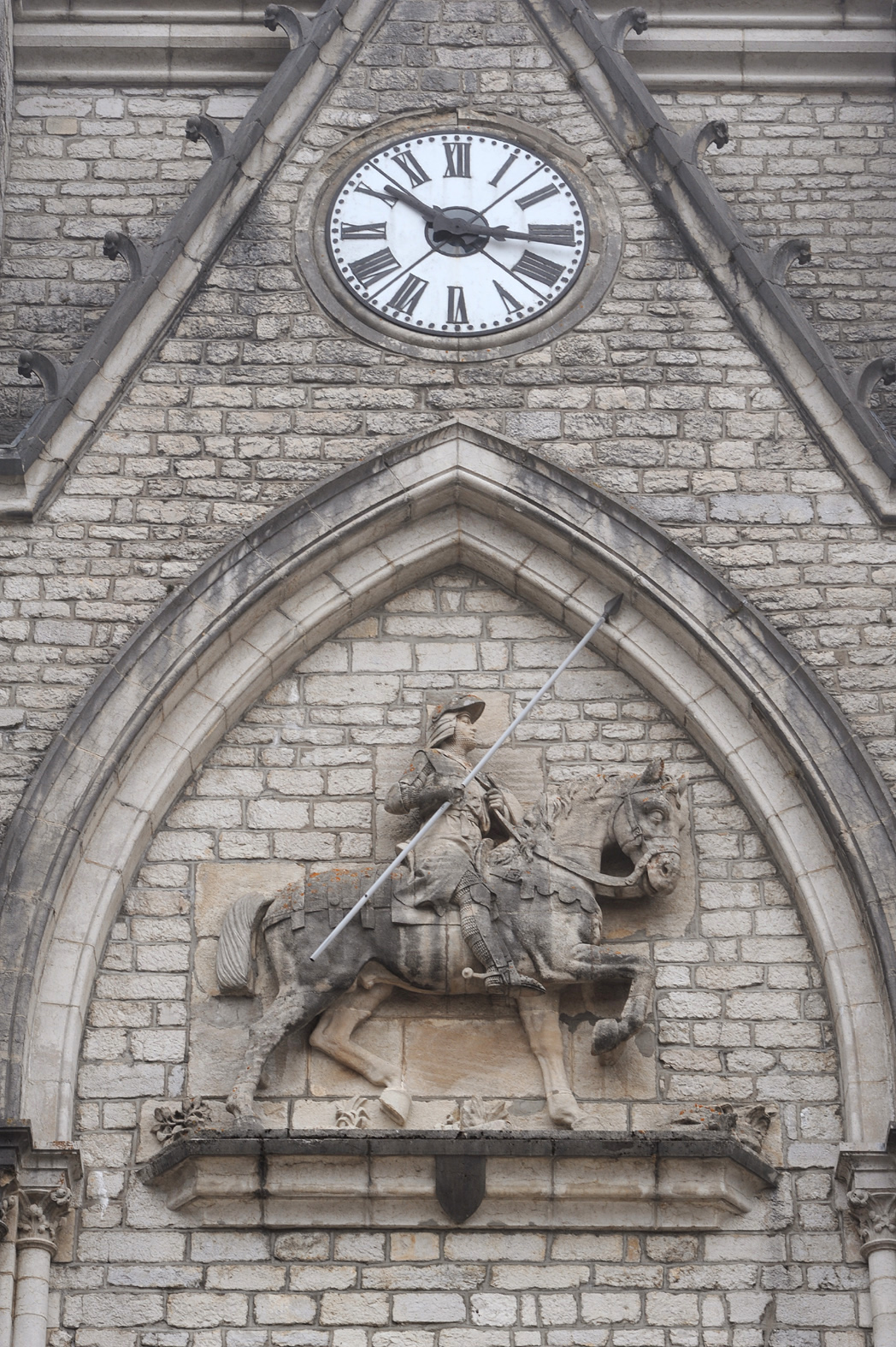
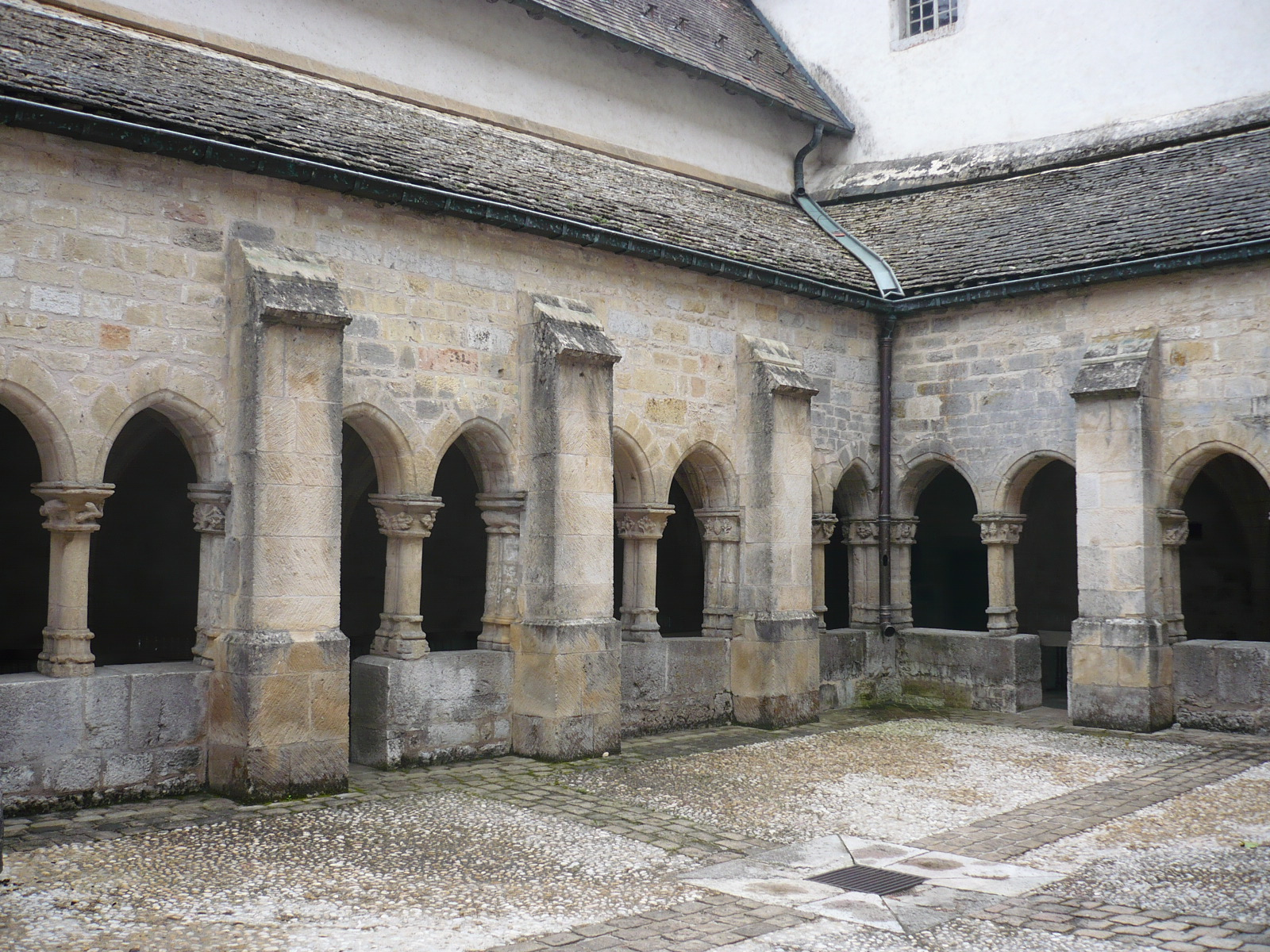
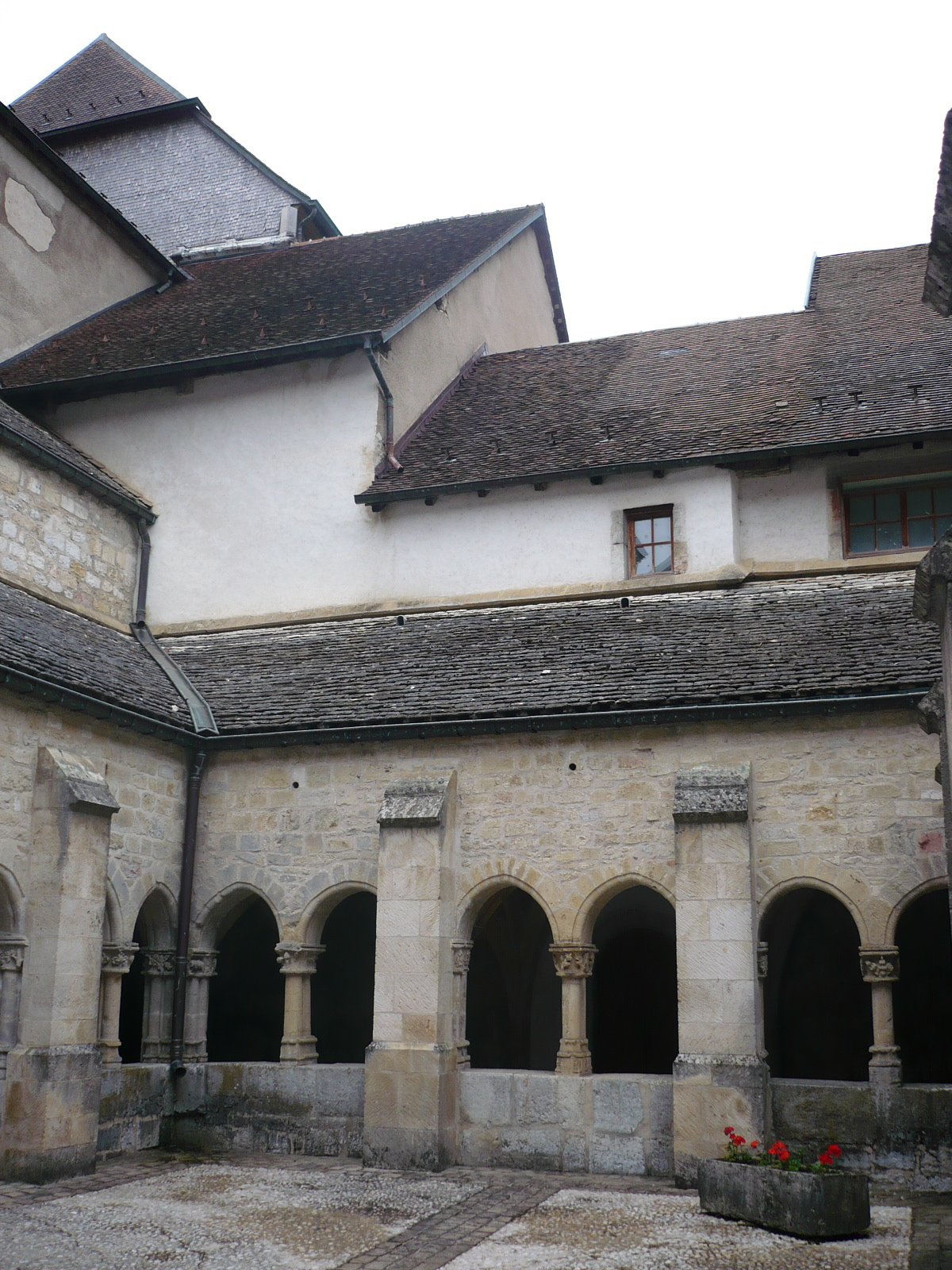
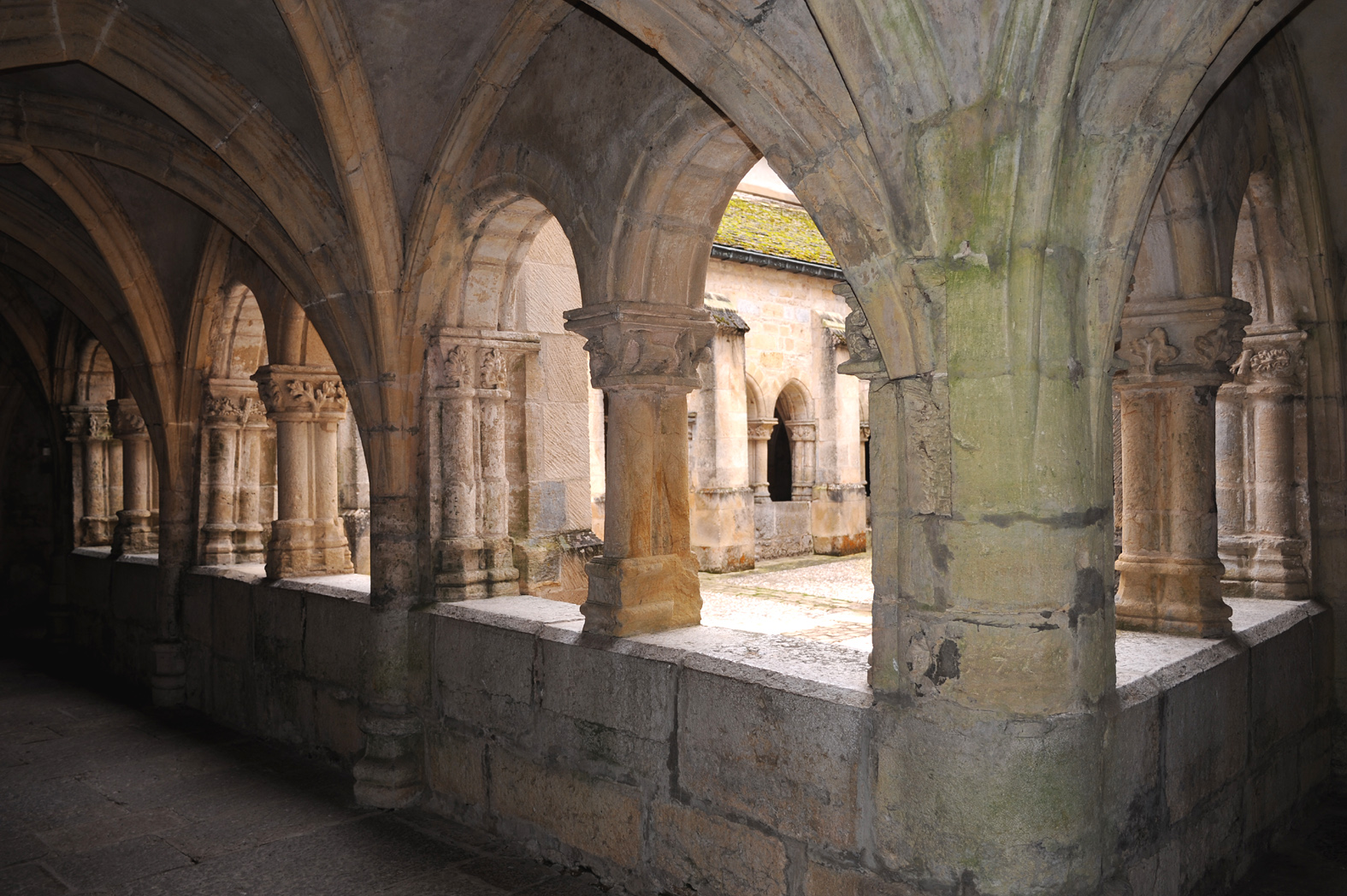
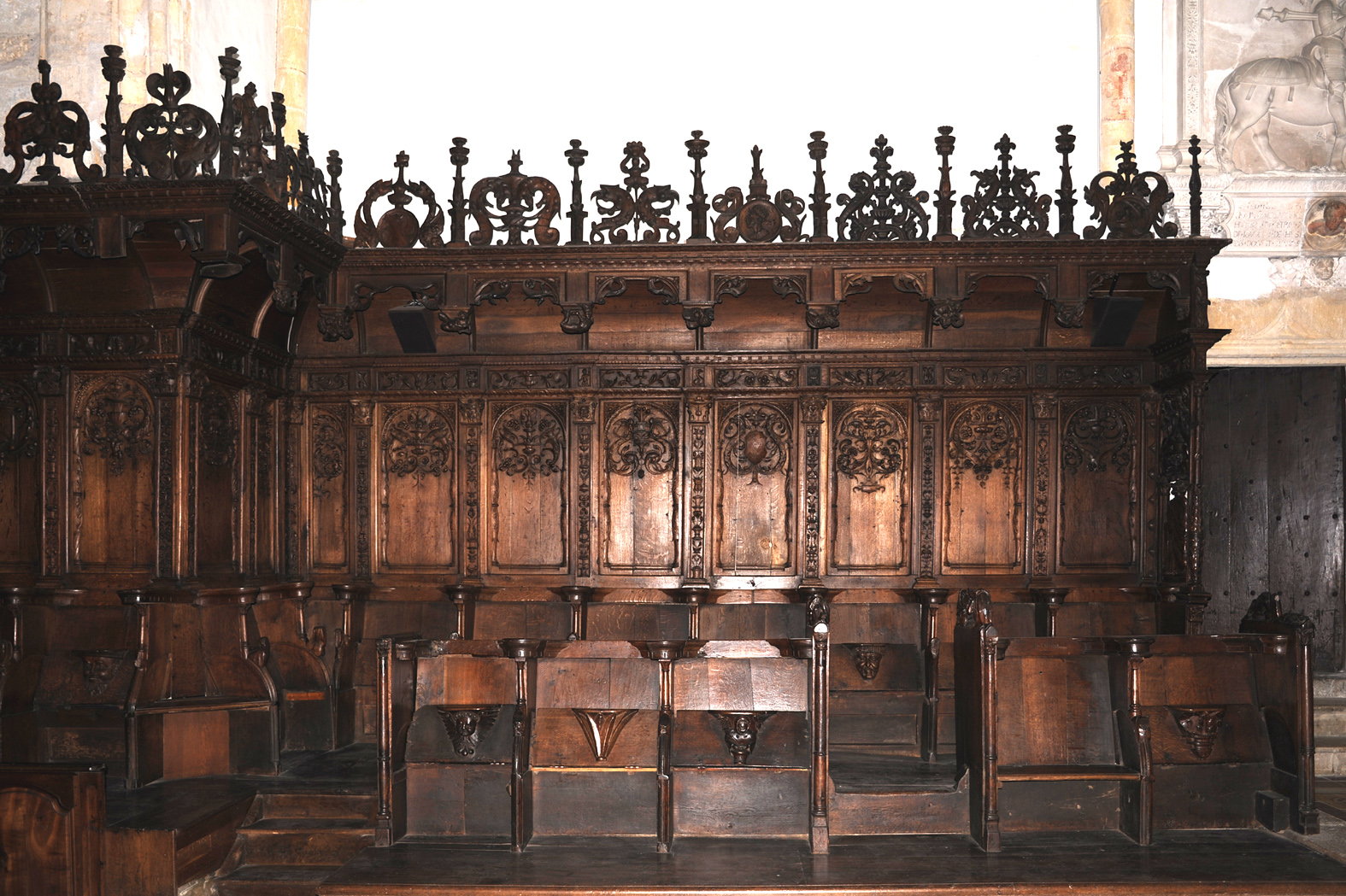
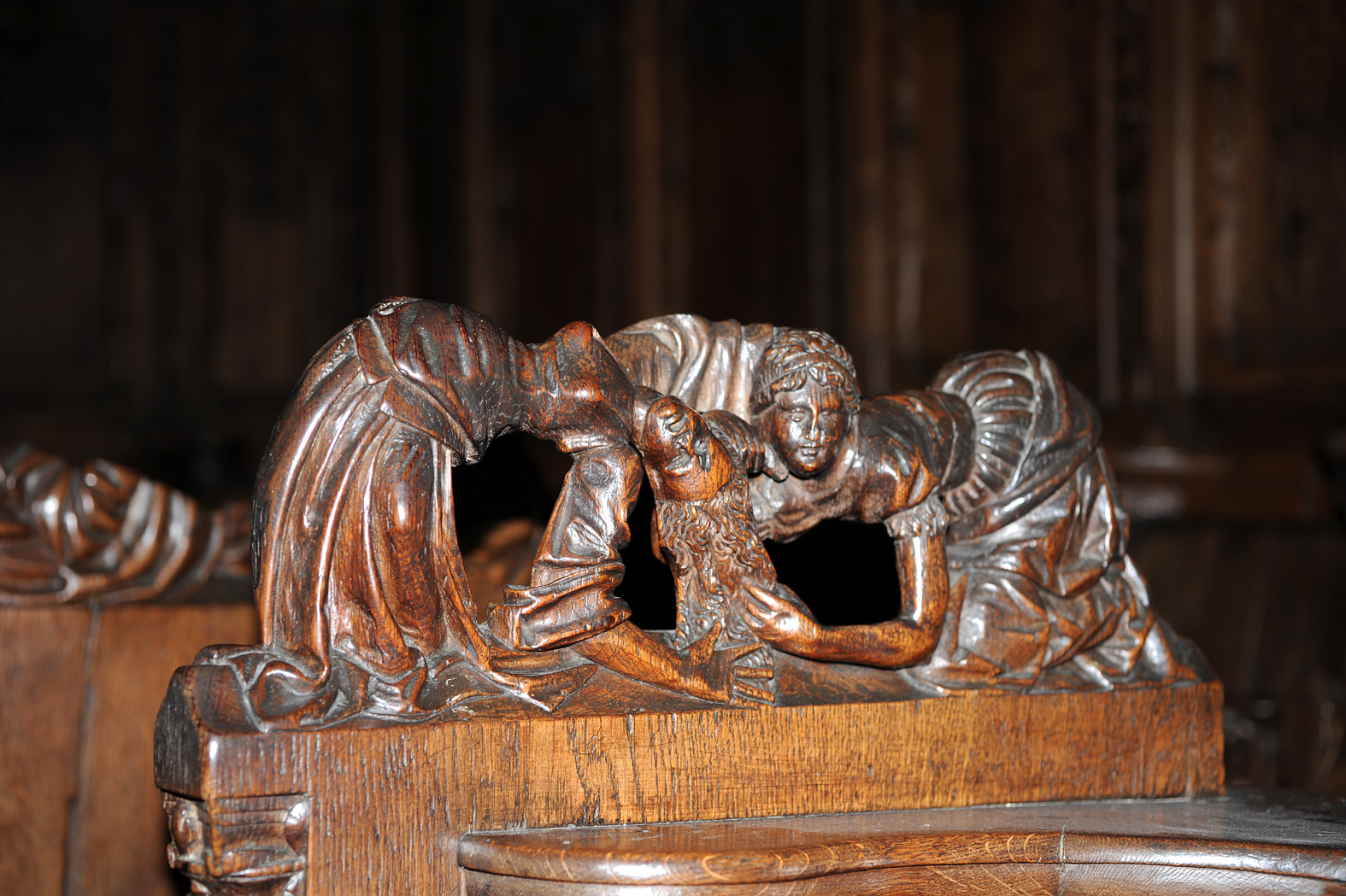
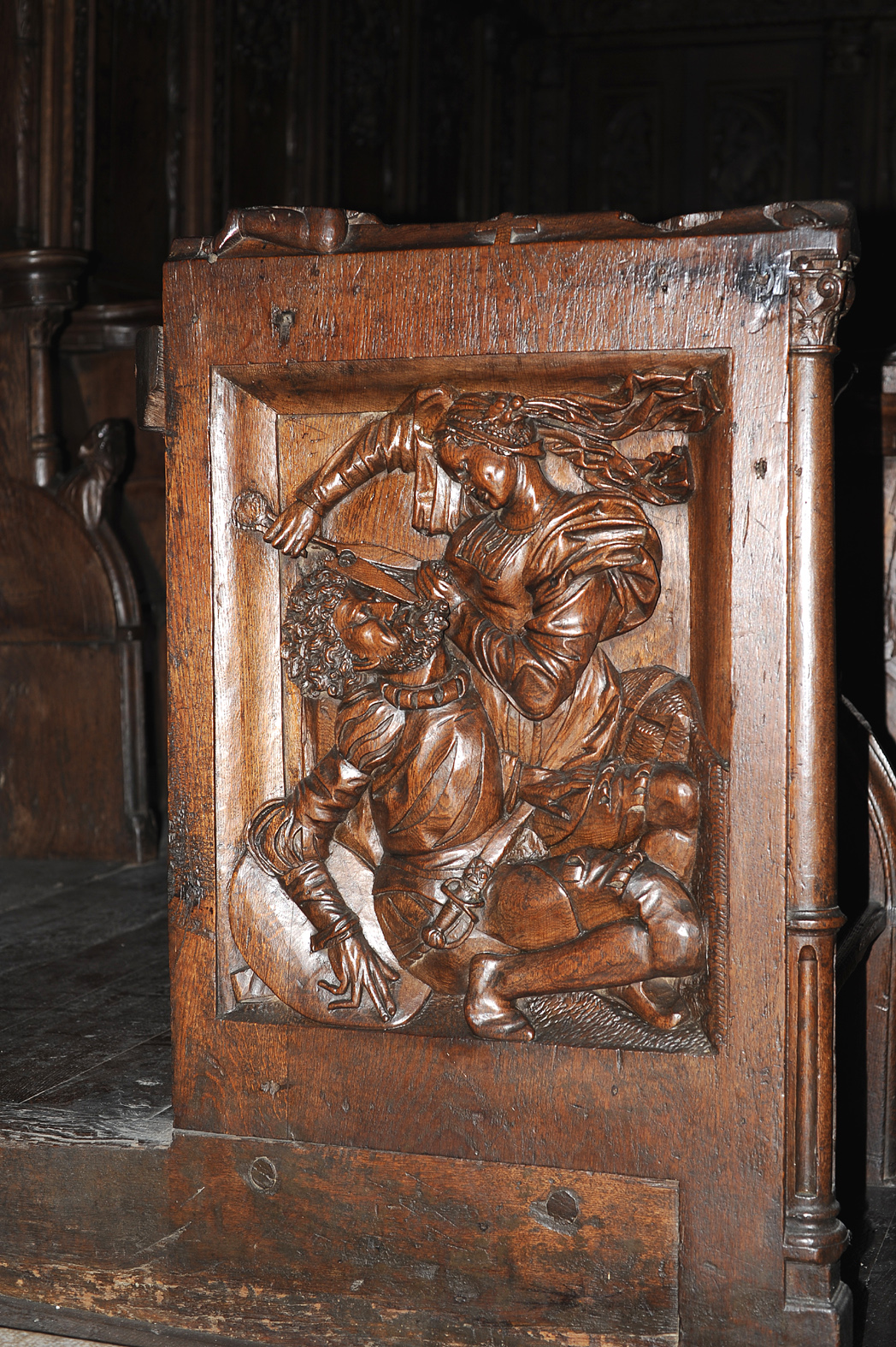
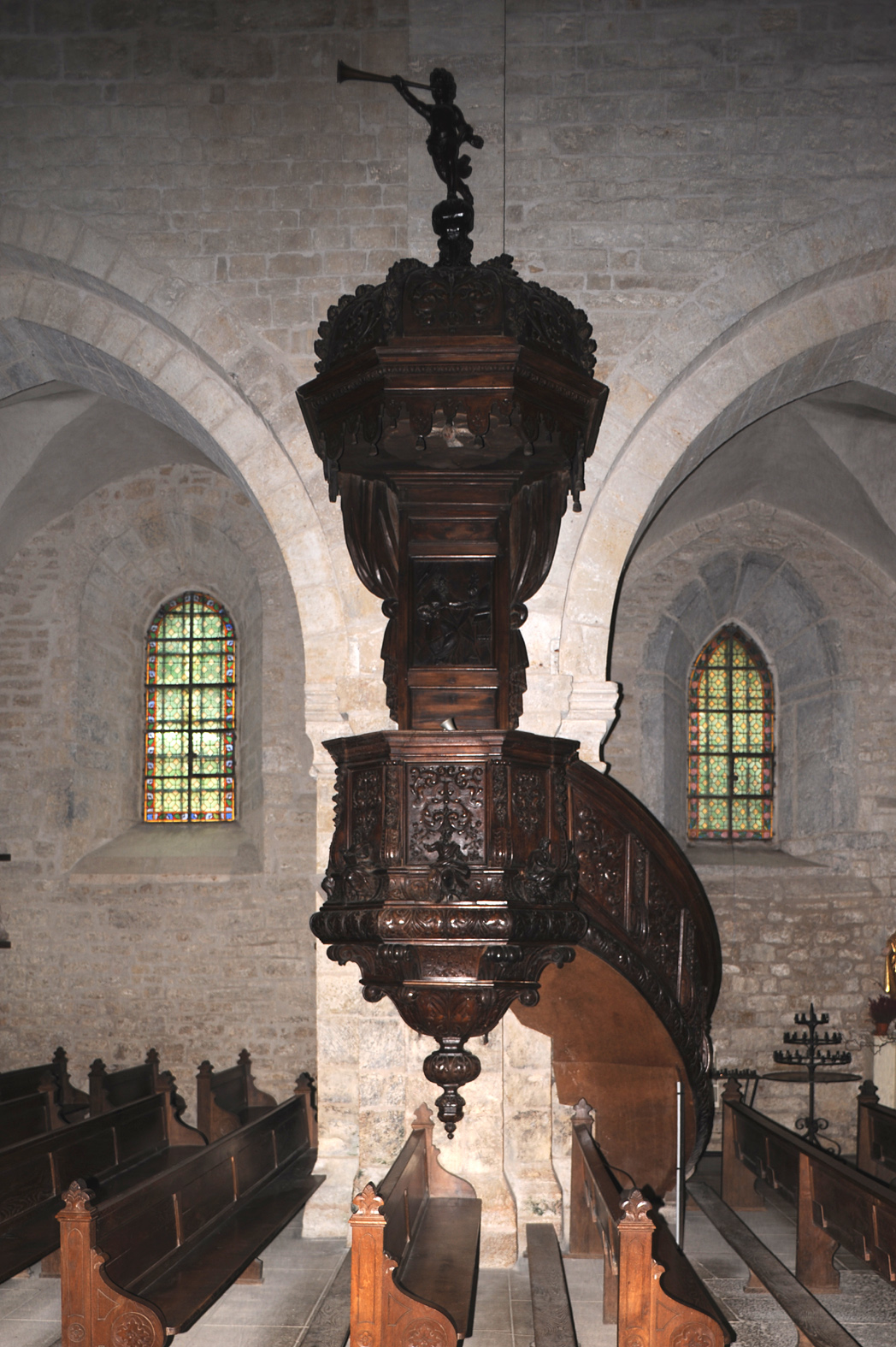
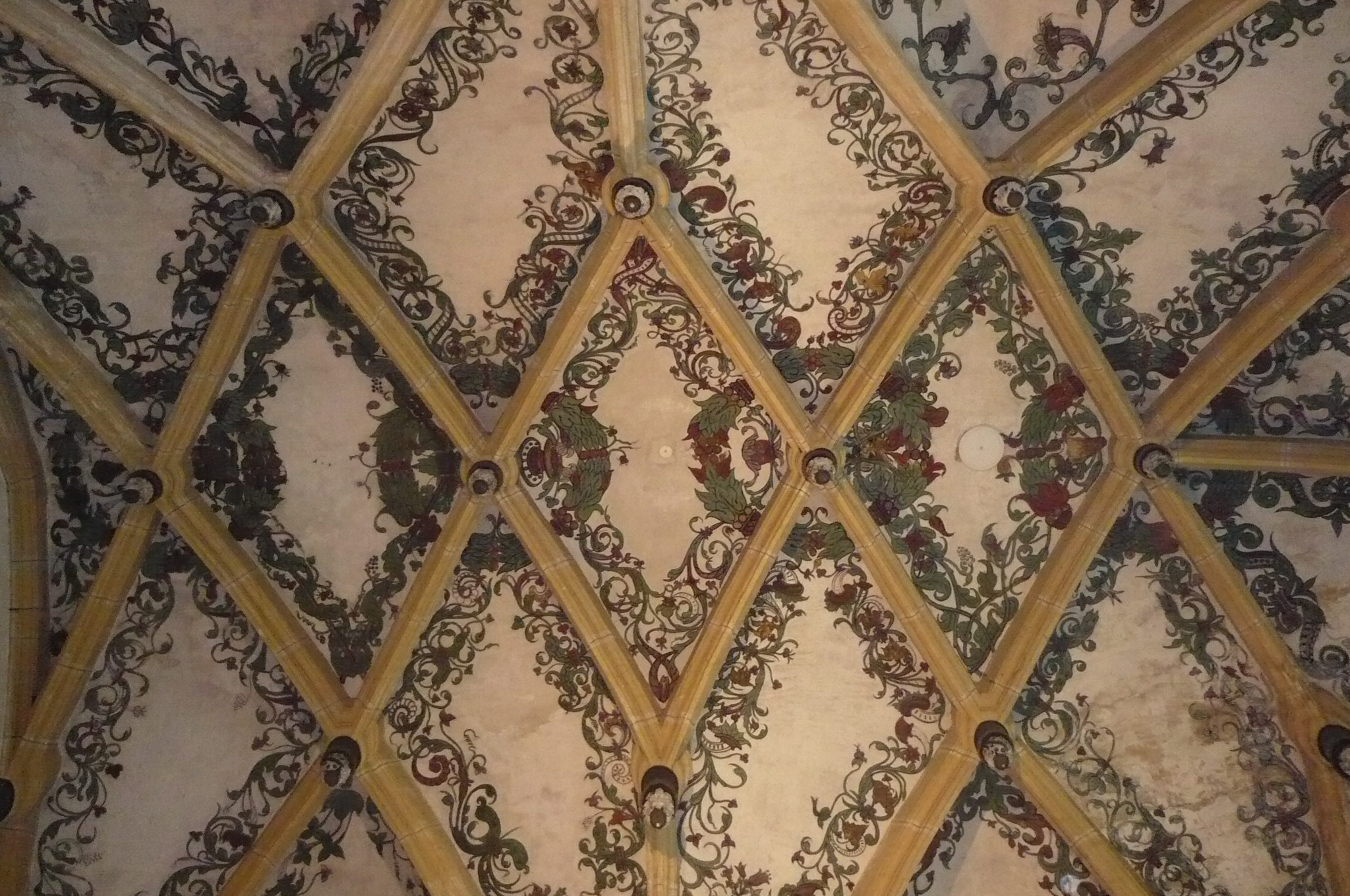
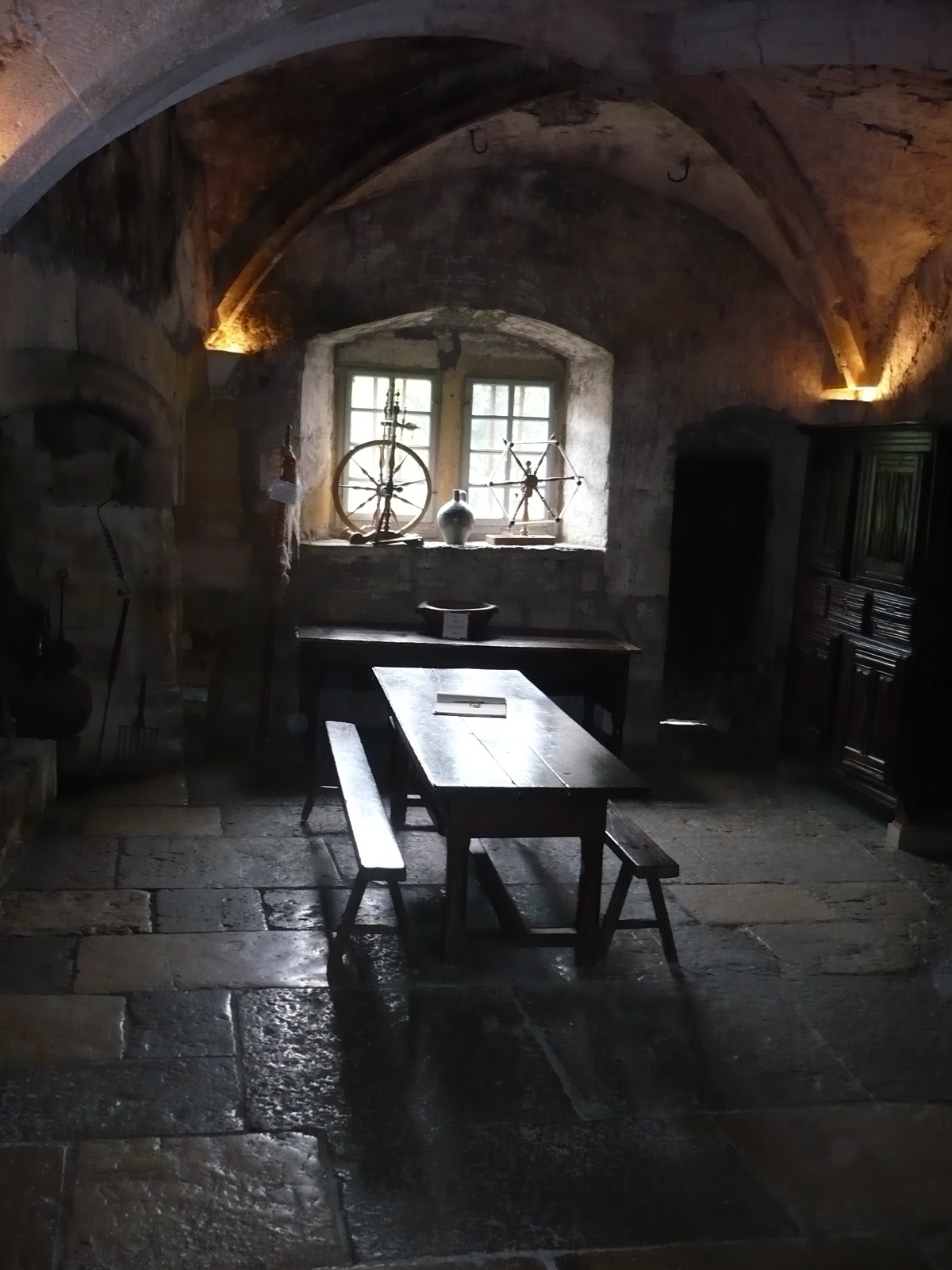
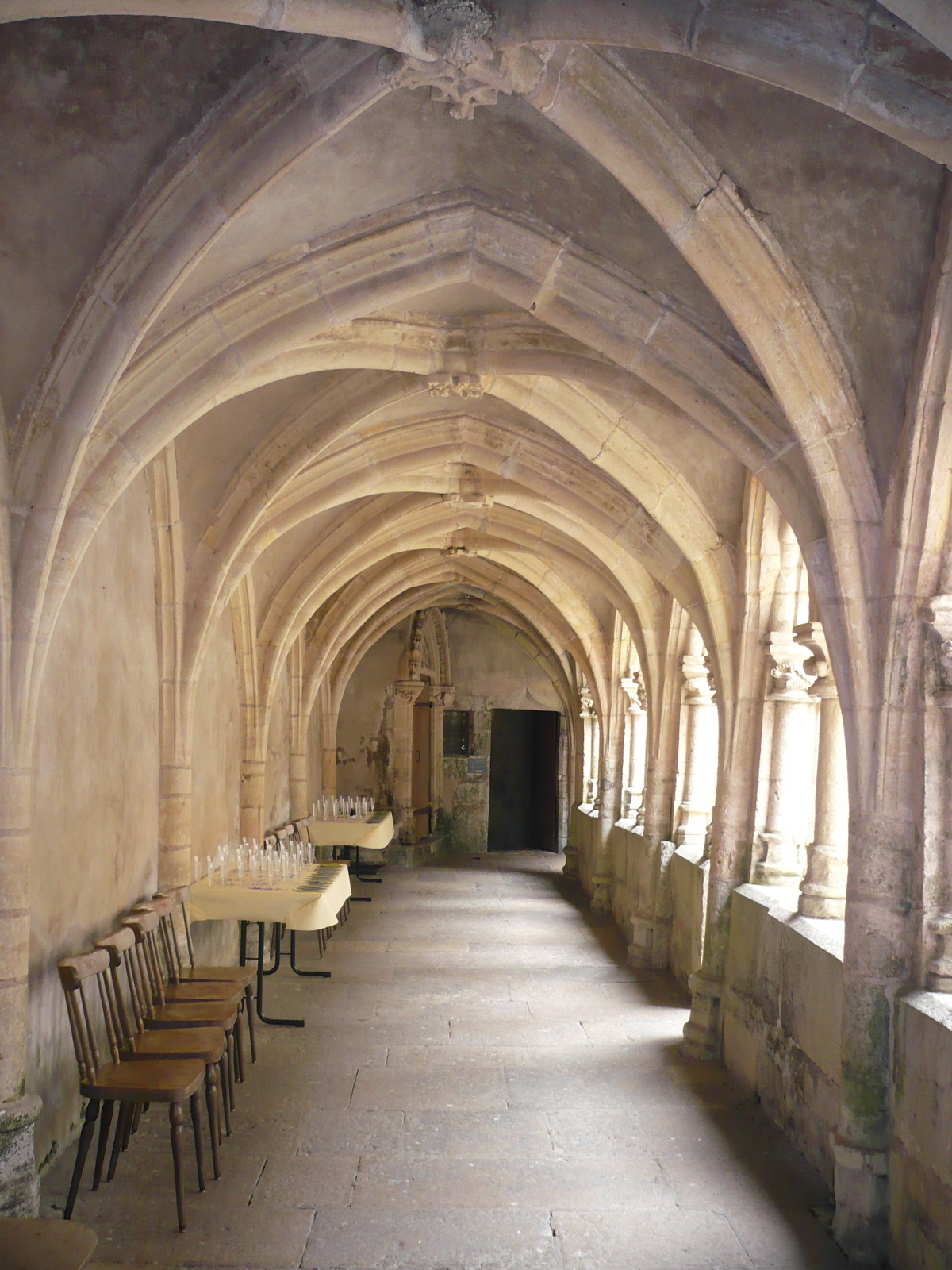
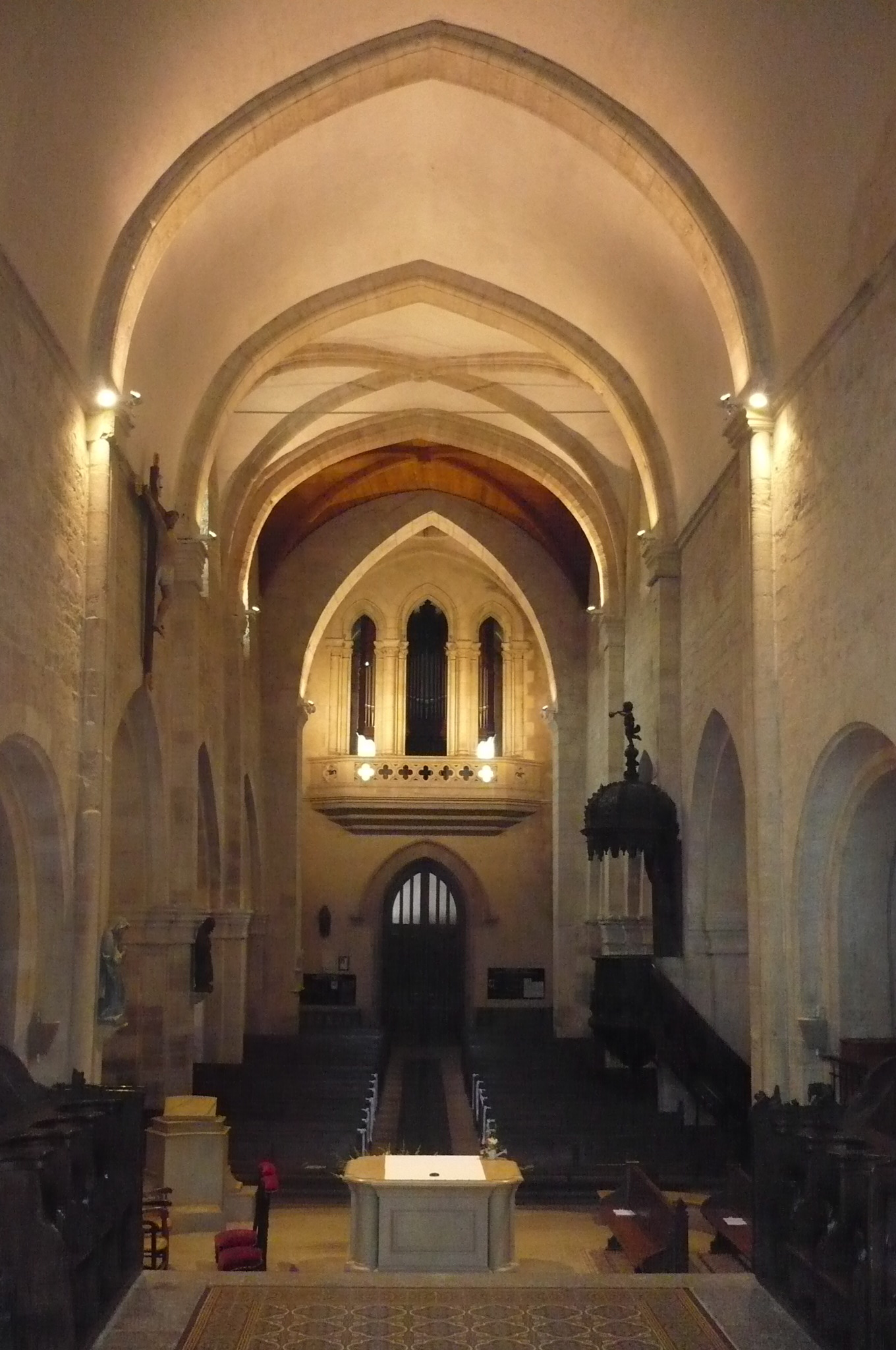
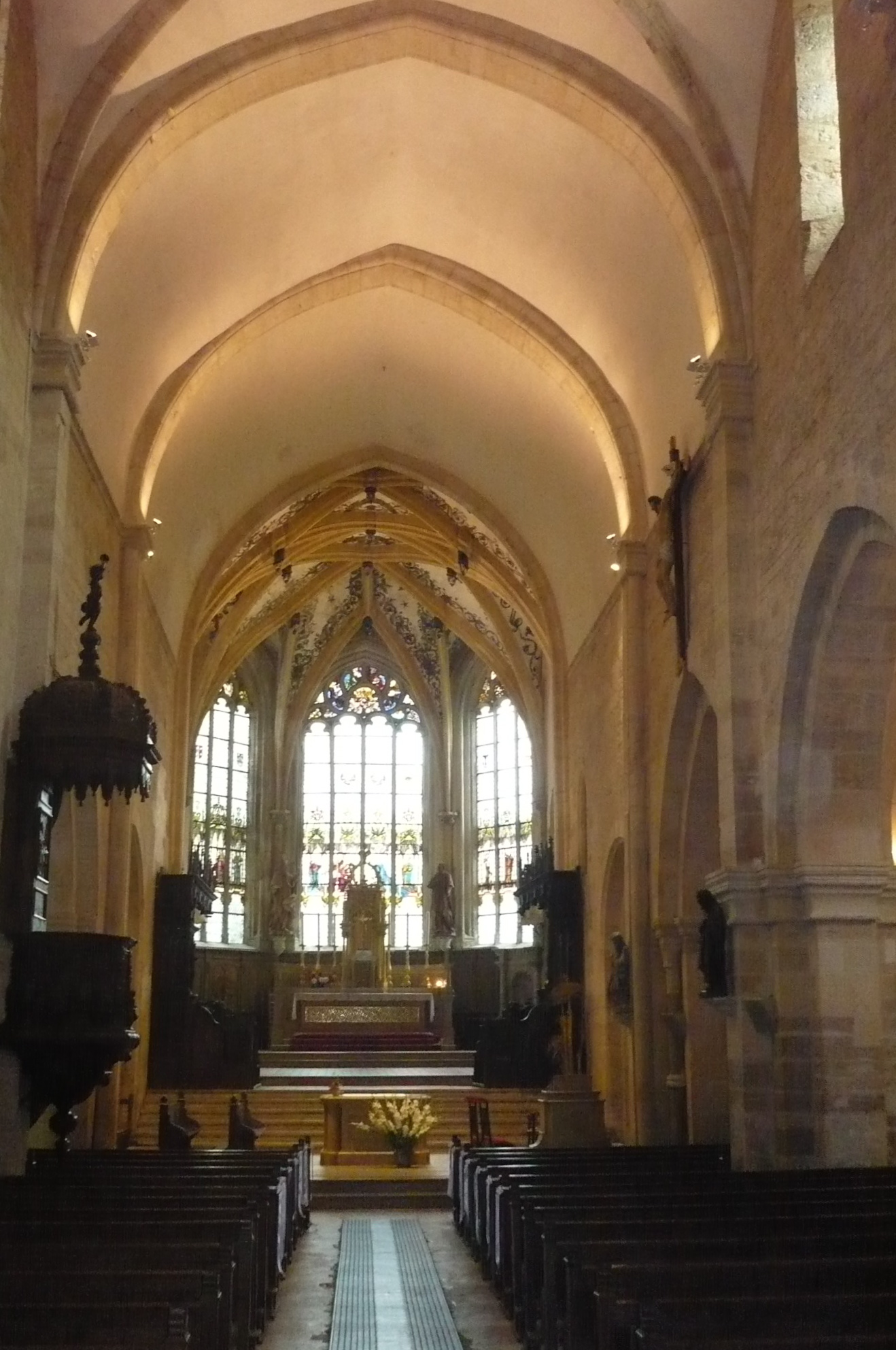